# Minuartia muscorum
Minuartia muscorum là loài thực vật có hoa thuộc họ Cẩm chướng. Loài này được (Fassett) Rabeler mô tả khoa học đầu tiên năm 1992.